# Eucalyptus haemastoma
Eucalyptus haemastoma är en myrtenväxtart som beskrevs av James Edward Smith. Eucalyptus haemastoma ingår i släktet Eucalyptus och familjen myrtenväxter. Inga underarter finns listade i Catalogue of Life.

## Bildgalleri

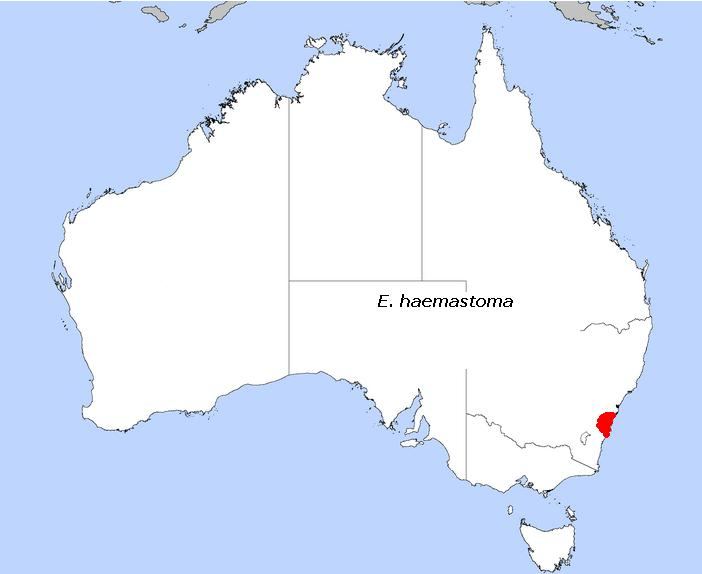
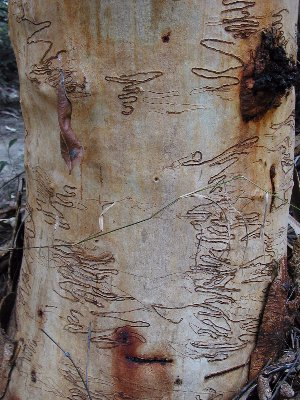
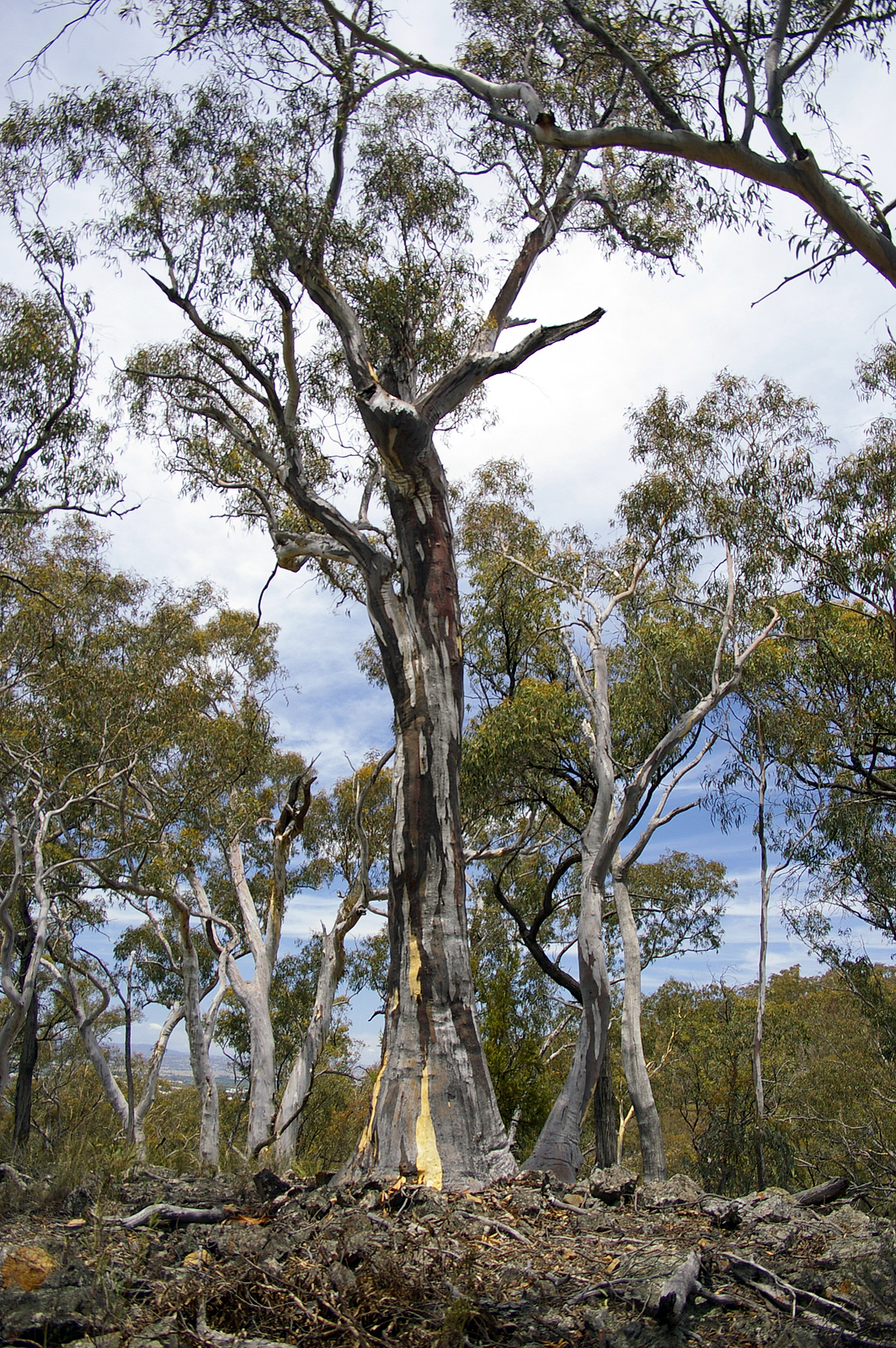
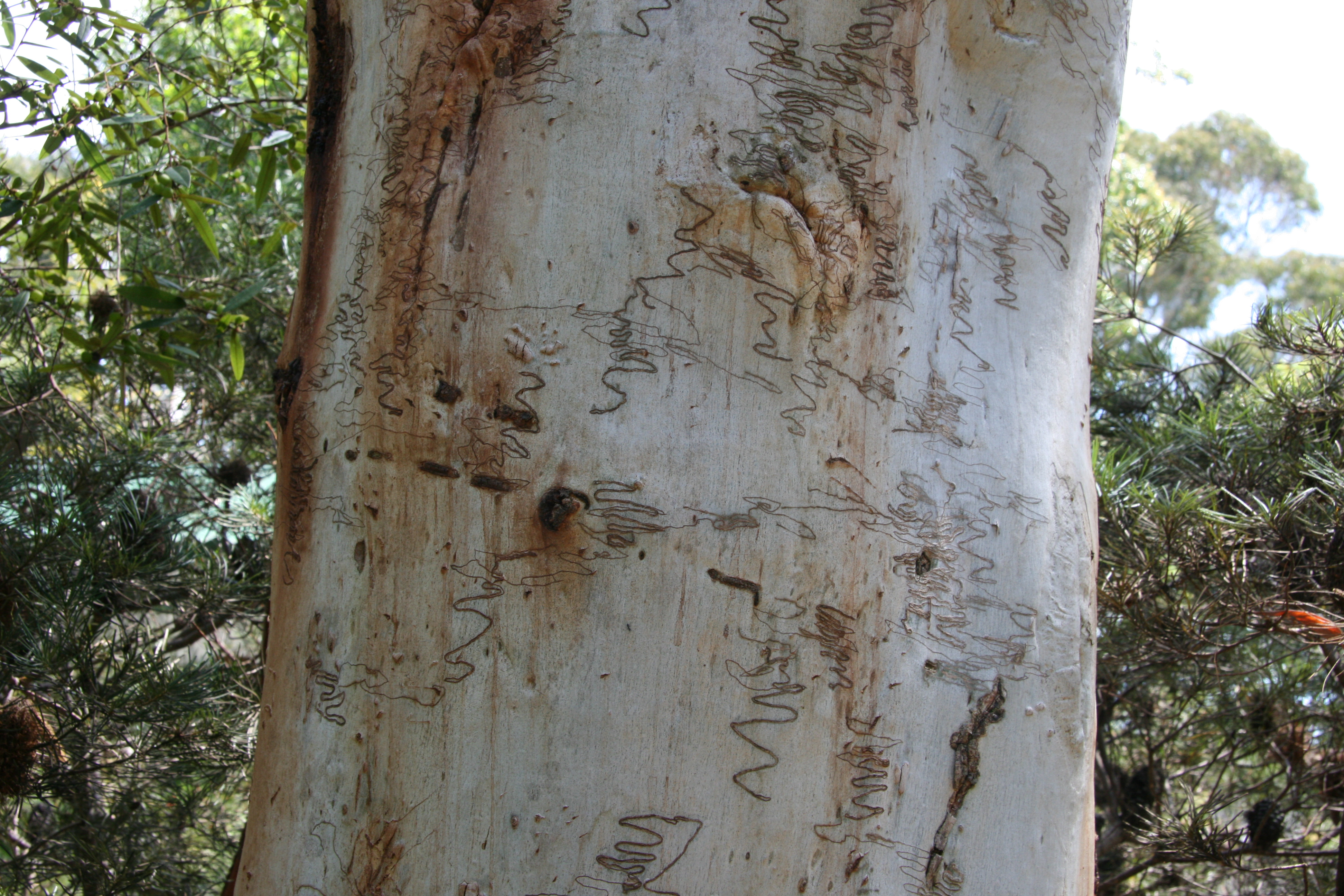
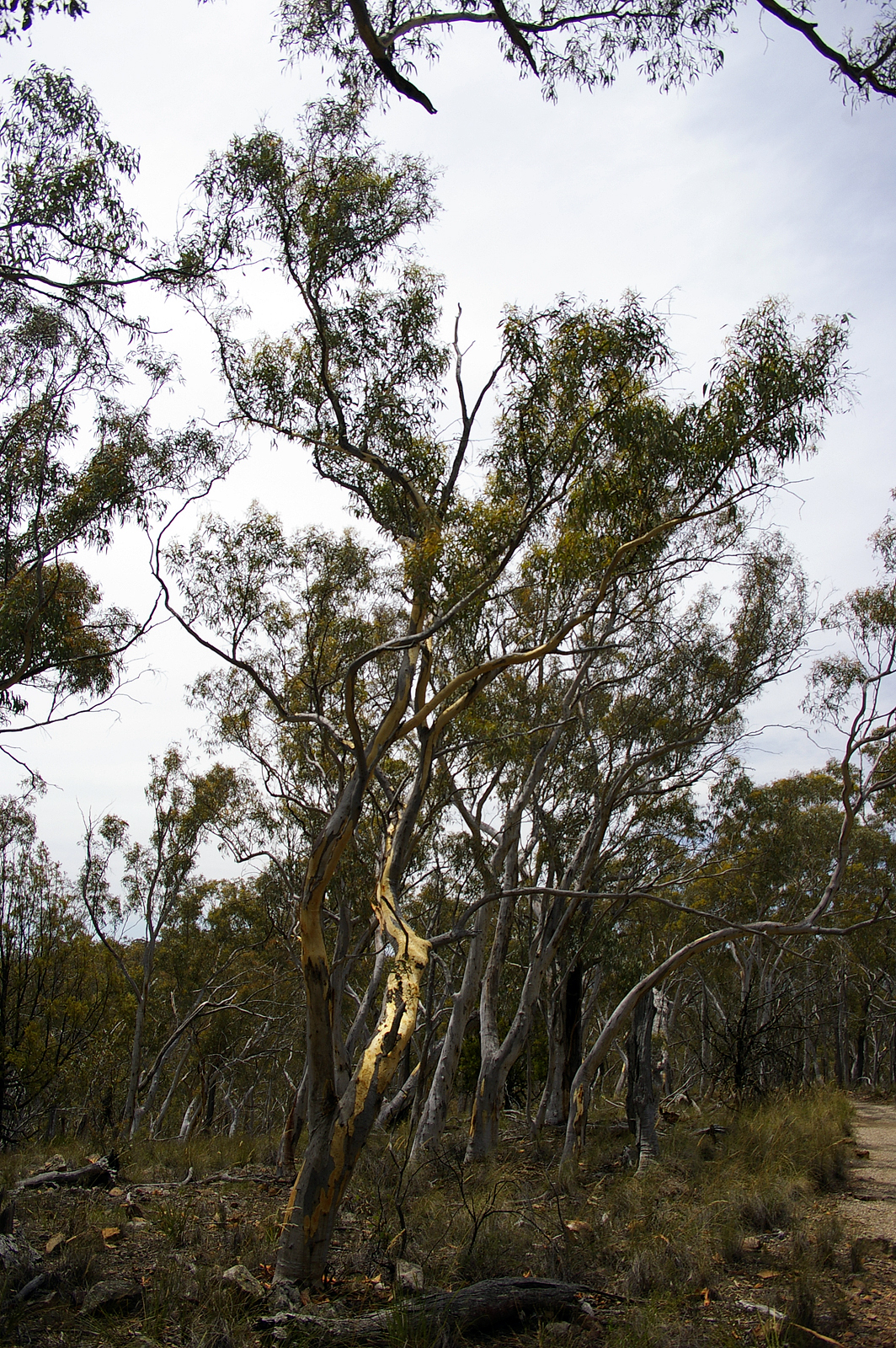
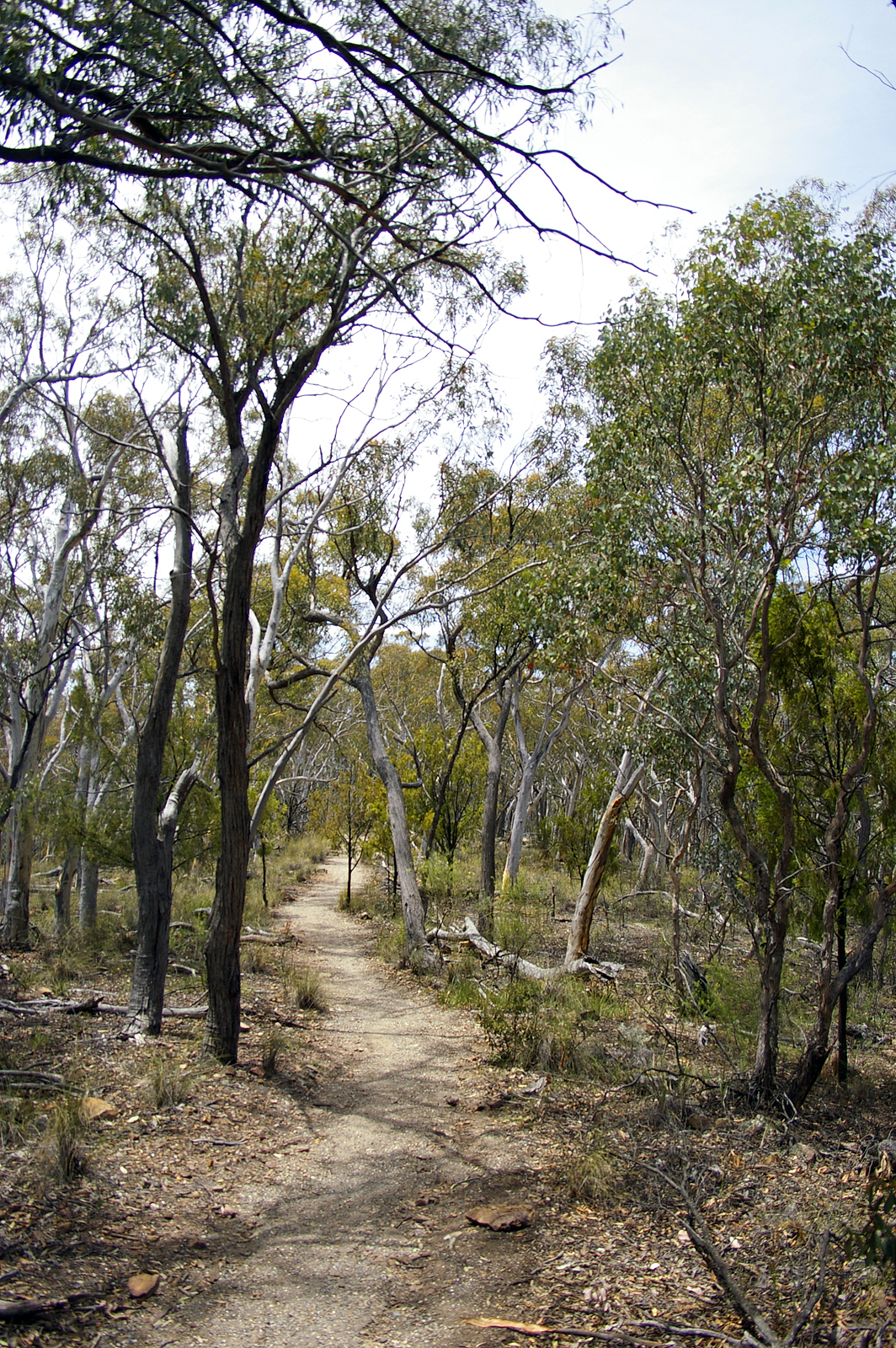